# Polygonum humifusum
Polygonum humifusum là một loài thực vật có hoa trong họ Rau răm. Loài này được C. Merck ex K. Koch miêu tả khoa học đầu tiên năm 1849.